# Sanitz
Sanitz – gmina w Niemczech,  w kraju związkowym Meklemburgia-Pomorze Przednie, w powiecie Rostock.
Urodził się tutaj Friedrich von Flotow.

## Toponimia
Nazwa pochodzenia słowiańskiego, poświadczona źródłowo w formie Zaniz/Sagiz (1256), Saincen/Zaincen (1291), Zaeghenze (1310), Sagintze (1313), Zaghenitze (1338). Pierwotne połabskie *Zajęce od *zajęc „zając”.